# Вернер Фајман
Вернер Фајман (Беч, 4. мај 1960) је аустријски политичар и бивши Савезни канцелар Аустрије.

## Биографија
Рођен је у Бечу. Од 1985. до 1988. Фајман је био консултант у Централшпаркасе банци (данас Банка Аустрије). Ову позицију је напустио када је постао директор и провинцијски начелник бечког станарског савета. Такође је био начелник у Социјалистичкој омладини Беча од 1985. до 1994. када је постао одборник у обласном парламенту и општинском већу у ком је био задужен за пословена везане за изградњу домова и градску обнову.
Фајман је био савезни министар саобраћаја, иновација и технологије у кабинету канцелара Алфреда Гузенбауера. Преузео је позицију председника Социјалдемократске странке у јуну 2008. и предводио је странку на превременим изборима у септембру исте године. Иако је његова странка (SPÖ) изгубила 11 мандата односно 6%, освојили су више места од противничке Народне странке.
Фајман је ожењен и има двоје деце.

## Канцелар
Као представник највеће странке у Националном савету Аустрије, Фајман је од председника Хајнца Фишера добио понуду да формира владу.
Коалициона влада је формирана 23. новембра 2008. између Социјалдемократске и Народне странке и ступила је на дужност 2. децембра 2008.
Фајман је поднео оставку 9. маја 2016. након партијског неуспеха на председничким изборима где је представник Социјалдемократске партије завршио четврти иза кандидата деснице, зелених и независног кандидата.